# Grand Hotel et de Milan
Il Grand Hotel et de Milan è un hotel di lusso situato al centro di Milano, in via Manzoni al civico 29.

## Storia
La costruzione fu commissionata all'architetto Andrea Pizzala (1798-1862) e fu ispirata dallo stile neogotico. L'albergo aprì i battenti il 23 maggio 1863 e verso la fine del XIX secolo guadagnò notorietà in quanto fu l'unico ad offrire un servizio telegrafico e postale ai suoi clienti; per questo motivo fu spesso frequentato da diplomatici e uomini d'affari. La singolarità del nome, con quella "et" frapposta, indica semplicemente l'integrazione tra il nome originario "Hotel de Milan" e la successiva amplificazione in "Grand Hotel".
L'hotel fu acquistato da Giuseppe Spatz prima del 1874 e divenne particolarmente noto al grande pubblico a partire dal 1872 quando il compositore Giuseppe Verdi, amico di Spatz amante della musica, vi stabilì la propria dimora quando si trovava a Milano, beneficiando della prossimità dell'albergo al teatro alla Scala e componendo qui gran parte dell'Otello. La stanza, la n. 105 al primo piano, rimase riservata ai Verdi sino alla morte del maestro, che avvenne proprio nella sua stanza all'albergo il 27 gennaio 1901.
Fra il 1900 ed il 1901 venne ristrutturato l'atrio di ingresso che venne allargato per renderlo confacente ai bisogni del grande movimento di  forestieri che frequentavano l'albergo. A tal scopo fu chiamato l'architetto Augusto Brusconi che, coadiuvato dall'ingegner Francesco Bellorini, demolì gran parte dei muri del pianterreno per ottenere un atrio più vasto e lussuoso; furono inoltre aggiunti un pavimento alla veneziana e un grande lucernario con velario di vetri colorati.
L'edificio fu poi completamente ristrutturato nel 1931, quando ogni camera fu dotata di telefono e acqua corrente. Durante la seconda guerra mondiale, nel 1943, l'albergo fu bombardato e il quarto piano fu completamente distrutto; una volta terminata la guerra, l'architetto Giovanni Muzio fu incaricato della ricostruzione e del rinnovo dello stabile.
In gestione alla famiglia Bertazzoni dai primi anni'60, l'albergo divenne famoso negli anni '60 e '70, quando fu frequentato dagli stilisti che partecipavano alle annuali settimane della moda milanesi.
Un'ultima importante ristrutturazione ebbe luogo nei primi anni '90, quando un muro di difesa dell'antica Mediolanum risalente al terzo secolo fu portato alla luce e utilizzato come elemento stilistico in uno dei ristoranti dell'albergo.
L'albergo fa parte del gruppo The Leading Hotels of the World.

## Ospiti illustri
Nel corso dell'attività dell'Hotel, diversi personaggi celebri vi hanno soggiornato, fra cui:
- Giuseppe Verdi
- Pietro II del Brasile
- Teresa Cristina di Borbone-Due Sicilie
- Enrico Caruso
- Tamara de Lempicka
- Maria Callas
- Severino Gazzelloni
- Vittorio De Sica
- Richard Burton
- Indro Montanelli